# Незаметные
Незаме́тные — группа островов в море Лаптевых в центральной части архипелага Северная Земля (Россия). Административно относятся к Таймырскому Долгано-Ненецкому району Красноярского края.
Расположены на расстоянии 500 метров от юго-восточного побережья острова Комсомолец в районе мыса Последнего.
Состоят из трёх крупных и нескольких мелких островов, лежащих на расстоянии 300—700 метров друг ото друга. Три крупных острова группы имеют 350, 550 и 600 метров в длину. Существенных возвышенностей и водоёмов не имеют. По территории всех островов — редкие каменистые россыпи. Отдельных названий у островов нет.